# Olympische Sommerspiele 1992/Judo
Bei den XXV. Olympischen Sommerspielen 1992 in Barcelona fanden 14 Judo-Wettbewerbe statt, je sieben für Frauen und Männer. Austragungsort war der Palau Blaugrana im Stadtbezirk Les Corts. Zum ersten Mal bei Olympischen Spielen standen Judowettbewerbe für Frauen auf dem Programm.

## Bilanz

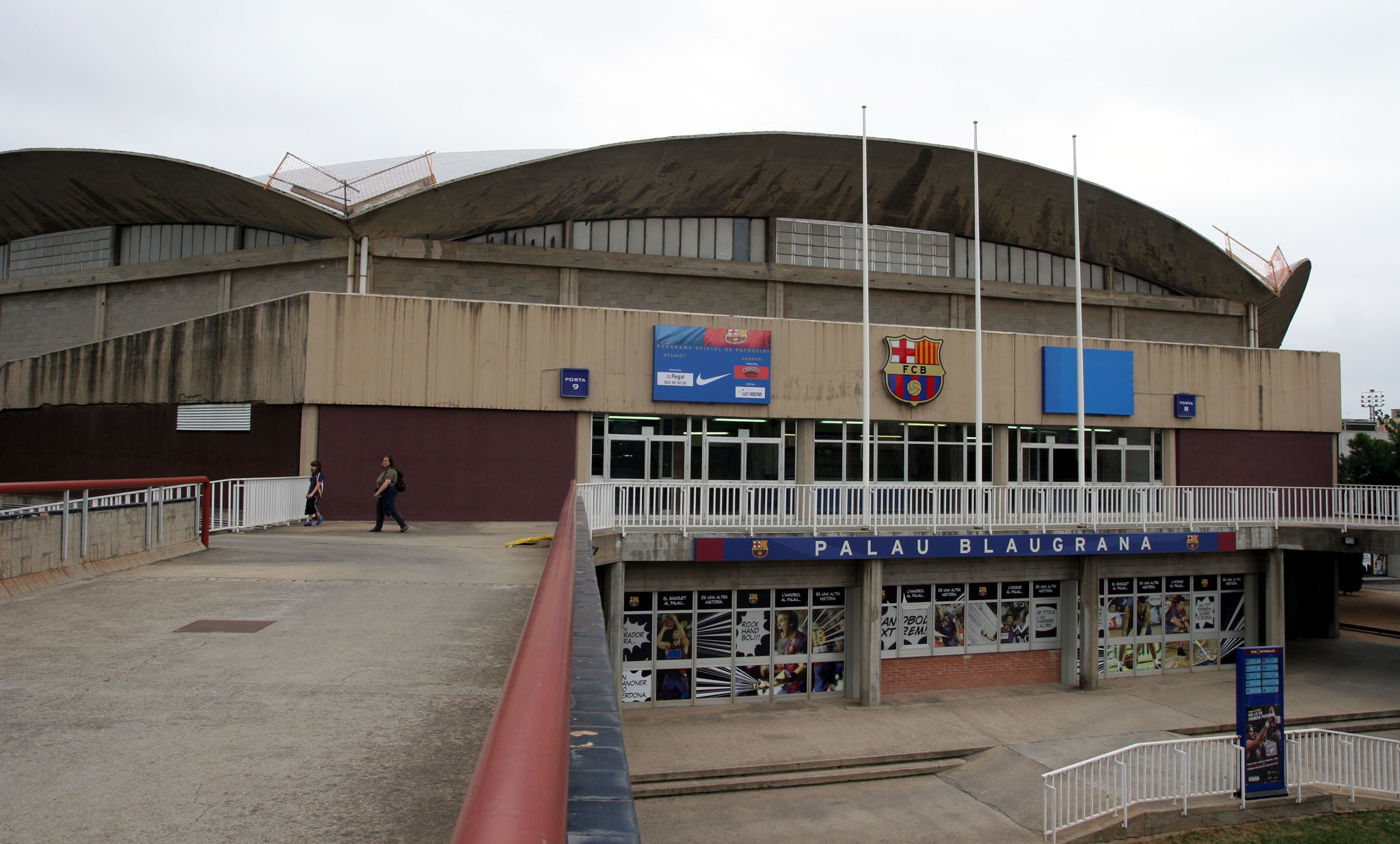
Palau Blaugrana

### Medaillenspiegel
| Platz | Land               | Gold | Silber | Bronze | Gesamt |
| ----- | ------------------ | ---- | ------ | ------ | ------ |
| 1     | Japan              | 2    | 4      | 4      | 10     |
| 2     | Frankreich         | 2    | 1      | 4      | 7      |
| 3     | Vereintes Team     | 2    | –      | 2      | 4      |
| 4     | Spanien            | 2    | –      | –      | 2      |
| 5     | Ungarn             | 1    | 2      | 1      | 4      |
| 6     | Kuba               | 1    | 1      | 3      | 5      |
| 7     | Südkorea           | 1    | 1      | 2      | 4      |
| 8     | China              | 1    | –      | 2      | 3      |
| 9     | Brasilien          | 1    | –      | –      | 1      |
| 9     | Polen              | 1    | –      | –      | 1      |
| 11    | Großbritannien     | –    | 2      | 2      | 4      |
| 12    | Israel             | –    | 1      | 1      | 2      |
| 13    | Italien            | –    | 1      | –      | 1      |
| 13    | Vereinigte Staaten | –    | 1      | –      | 1      |
| 15    | Deutschland        | –    | –      | 2      | 2      |
| 15    | Niederlande        | –    | –      | 2      | 2      |
| 17    | Belgien            | –    | –      | 1      | 1      |
| 17    | Kanada             | –    | –      | 1      | 1      |
| 17    | Türkei             | –    | –      | 1      | 1      |

### Medaillengewinner
| Konkurrenz         | Gold                   | Silber          | Bronze                             |
| ------------------ | ---------------------- | --------------- | ---------------------------------- |
| Superleichtgewicht | Nazim Hüseynov         | Yoon Hyun       | Tadanori Koshino Richard Trautmann |
| Halbleichtgewicht  | Rogério Sampaio        | József Csák     | Israel Hernández Udo Quellmalz     |
| Leichtgewicht      | Toshihiko Koga         | Bertalan Hajtós | Chung Hoon Oren Smadja             |
| Halbmittelgewicht  | Hidehiko Yoshida       | Jason Morris    | Bertrand Damaisin Kim Byung-joo    |
| Mittelgewicht      | Waldemar Legień        | Pascal Tayot    | Nicolas Gill Hirotaka Okada        |
| Halbschwergewicht  | Antal Kovács           | Raymond Stevens | Theo Meijer Dmitri Sergejew        |
| Schwergewicht      | Dawit Chachaleischwili | Naoya Ogawa     | Imre Csősz David Douillet          |

| Konkurrenz         | Gold                    | Silber               | Bronze                          |
| ------------------ | ----------------------- | -------------------- | ------------------------------- |
| Superleichtgewicht | Cécile Nowak            | Ryōko Tamura         | Amarilis Savón Hülya Şenyurt    |
| Halbleichtgewicht  | Almudena Muñoz          | Noriko Mizoguchi     | Li Zhongyun Sharon Rendle       |
| Leichtgewicht      | Míriam Blasco           | Nicola Fairbrother   | Driulis González Chiyori Tateno |
| Halbmittelgewicht  | Catherine Fleury-Vachon | Yael Arad            | Zhang Di Jelena Petrowa         |
| Mittelgewicht      | Odalis Revé             | Emanuela Pierantozzi | Kate Howey Heidi Rakels         |
| Halbschwergewicht  | Kim Mi-jung             | Yōko Tanabe          | Irene de Kok Laetitia Meignan   |
| Schwergewicht      | Zhuang Xiaoyan          | Estela Rodríguez     | Nathalie Lupino Yōko Sakaue     |

## Ergebnisse Männer

### Superleichtgewicht (bis 60 kg)
| Platz | Land | Sportler            |
| ----- | ---- | ------------------- |
| 1     | EUN  | Nazim Hüseynov      |
| 2     | KOR  | Yoon Hyun           |
| 3     | JPN  | Tadanori Koshino    |
| 3     | GER  | Richard Trautmann   |
| 5     | FRA  | Philippe Pradayrol  |
| 5     | HUN  | József Wágner       |
| 7     | MGL  | Dashgombyn Battulga |
| 7     | VEN  | Willis García       |
| 9     | AUT  | Manfred Hiptmair    |

Datum: 2. August 1992 

43 Teilnehmer aus 43 Ländern

### Halbleichtgewicht (bis 65 kg)
| Platz | Land | Sportler          |
| ----- | ---- | ----------------- |
| 1     | BRA  | Rogério Sampaio   |
| 2     | HUN  | József Csák       |
| 3     | CUB  | Israel Hernández  |
| 3     | GER  | Udo Quellmalz     |
| 5     | BEL  | Philip Laats      |
| 5     | ESP  | Francisco Lorenzo |
| 7     | KOR  | Kim Sang-mun      |
| 7     | JPN  | Kenji Maruyama    |
|       |      |                   |
| 36    | SUI  | Eric Born         |
| 36    | LIE  | Walther Kaiser    |

Datum: 1. August 1992 

46 Teilnehmer aus 46 Ländern

### Leichtgewicht (bis 71 kg)
| Platz | Land | Sportler            |
| ----- | ---- | ------------------- |
| 1     | JPN  | Toshihiko Koga      |
| 2     | HUN  | Bertalan Hajtós     |
| 3     | KOR  | Chung Hoon          |
| 3     | ISR  | Oren Smadja         |
| 5     | FRA  | Bruno Carabetta     |
| 5     | GER  | Stefan Dott         |
| 7     | POL  | Wiesław Błach       |
| 7     | MGL  | Khaliuny Boldbaatar |
|       |      |                     |
| 22    | AUT  | Norbert Haimberger  |
| 22    | SUI  | Laurent Pellet      |

Datum: 31. Juli 1992 

44 Teilnehmer aus 44 Ländern

### Halbmittelgewicht (bis 78 kg)
| Platz | Land | Sportler          |
| ----- | ---- | ----------------- |
| 1     | JPN  | Hidehiko Yoshida  |
| 2     | USA  | Jason Morris      |
| 3     | FRA  | Bertrand Damaisin |
| 3     | KOR  | Kim Byung-joo     |
| 5     | SWE  | Lars Adolfsson    |
| 5     | BEL  | Johan Laats       |
| 7     | ROM  | Alexandru Ciupe   |
| 7     | EUN  | Scharip Warajew   |
|       |      |                   |
| 18    | AUT  | Anton Summer      |
| 22    | SUI  | Olivier Schaffter |

Datum: 30. Juli 1992 

42 Teilnehmer aus 42 Ländern

### Mittelgewicht (bis 86 kg)
| Platz | Land | Sportler        |
| ----- | ---- | --------------- |
| 1     | POL  | Waldemar Legień |
| 2     | FRA  | Pascal Tayot    |
| 3     | CAN  | Nicolas Gill    |
| 3     | JPN  | Hirotaka Okada  |
| 5     | ROM  | Adrian Croitoru |
| 5     | GER  | Axel Lobenstein |
| 7     | SUI  | Daniel Kistler  |
| 7     | KOR  | Yang Jong-ok    |

Datum: 29. Juli 1992 

33 Teilnehmer aus 33 Ländern

### Halbschwergewicht (bis 95 kg)
| Platz | Land | Sportler            |
| ----- | ---- | ------------------- |
| 1     | HUN  | Antal Kovács        |
| 2     | GBR  | Raymond Stevens     |
| 3     | NED  | Theo Meijer         |
| 3     | EUN  | Dmitri Sergejew     |
| 5     | POL  | Paweł Nastula       |
| 5     | EST  | Indrek Pertelson    |
| 7     | JPN  | Yasuhiro Kai        |
| 7     | BEL  | Robert Van de Walle |
|       |      |                     |
| 32    | GER  | Detlef Knorrek      |

Datum: 28. Juli 1992 

34 Teilnehmer aus 34 Ländern

### Schwergewicht (über 95 kg)
| Platz | Land | Sportler               |
| ----- | ---- | ---------------------- |
| 1     | EUN  | Dawit Chachaleischwili |
| 2     | JPN  | Naoya Ogawa            |
| 3     | HUN  | Imre Csősz             |
| 3     | FRA  | David Douillet         |
| 5     | CUB  | Frank Moreno           |
| 5     | BEL  | Harry Van Barneveld    |
| 7     | USA  | Damon Keeve            |
| 7     | ESP  | Ernesto Pérez          |
|       |      |                        |
| 13    | GER  | Henry Stöhr            |

Datum: 27. Juli 1992 

28 Teilnehmer aus 28 Ländern

## Ergebnisse Frauen

### Superleichtgewicht (bis 48 kg)
| Platz | Land | Sportlerin         |
| ----- | ---- | ------------------ |
| 1     | FRA  | Cécile Nowak       |
| 2     | JPN  | Ryōko Tamura       |
| 3     | CUB  | Amarilis Savón     |
| 3     | TUR  | Hülya Şenyurt      |
| 5     | GBR  | Karen Briggs       |
| 5     | ALG  | Salima Souakri     |
| 7     | ESP  | Yolanda Soler      |
| 7     | VEN  | María Villapol     |
| 9     | AUT  | Michaela Bornemann |
|       |      |                    |
| 16    | GER  | Kerstin Emich      |

Datum: 2. August 1992 

22 Teilnehmerinnen aus 22 Ländern

### Halbleichtgewicht (bis 52 kg)
| Platz | Land | Sportlerin        |
| ----- | ---- | ----------------- |
| 1     | ESP  | Almudena Muñoz    |
| 2     | JPN  | Noriko Mizoguchi  |
| 3     | CHN  | Li Zhongyun       |
| 3     | GBR  | Sharon Rendle     |
| 5     | NED  | Jessica Gal       |
| 5     | ITA  | Alessandra Giungi |
| 7     | ARG  | Carolina Mariani  |
| 7     | POR  | Paula Saldanha    |

Datum: 1. August 1992 

25 Teilnehmerinnen aus 25 Ländern

### Leichtgewicht (bis 56 kg)
| Platz | Land | Sportlerin             |
| ----- | ---- | ---------------------- |
| 1     | ESP  | Míriam Blasco          |
| 2     | GBR  | Nicola Fairbrother     |
| 3     | CUB  | Driulis González       |
| 3     | JPN  | Chiyori Tateno         |
| 5     | USA  | Kate Donahoo           |
| 5     | BEL  | Nicole Flagothier      |
| 7     | FRA  | Catherine Arnaud       |
| 7     | POL  | Maria Gontowicz-Szałas |
| 9     | AUT  | Barbara Eck            |
|       |      |                        |
| 18    | GER  | Gudrun Hausch          |

Datum: 31. Juli 1992 

23 Teilnehmerinnen aus 23 Ländern

### Halbmittelgewicht (bis 61 kg)
| Platz | Land | Sportlerin              |
| ----- | ---- | ----------------------- |
| 1     | FRA  | Catherine Fleury-Vachon |
| 2     | ISR  | Yael Arad               |
| 3     | CHN  | Zhang Di                |
| 3     | EUN  | Jelena Petrowa          |
| 5     | GER  | Frauke Eickhoff         |
| 5     | KOR  | Gu Hyeon-suk            |
| 7     | ESP  | Begoña Gómez            |
| 7     | VEN  | Xiomara Griffith        |
|       |      |                         |
| 16    | LIE  | Birgit Blum             |
| 16    | SUI  | Gisela Hämmerling       |
| 16    | AUT  | Susanne Profanter       |

Datum: 30. Juli 1992 

29 Teilnehmerinnen aus 29 Ländern

### Mittelgewicht (bis 66 kg)
| Platz | Land | Sportlerin           |
| ----- | ---- | -------------------- |
| 1     | CUB  | Odalis Revé          |
| 2     | ITA  | Emanuela Pierantozzi |
| 3     | GBR  | Kate Howey           |
| 3     | BEL  | Heidi Rakels         |
| 5     | FRA  | Claire Lecat         |
| 5     | GER  | Alexandra Schreiber  |
| 7     | USA  | Grace Jividen        |
| 7     | ARG  | Laura Martinel       |

Datum: 29. Juli 1992 

21 Teilnehmerinnen aus 21 Ländern

### Halbschwergewicht (bis 72 kg)
| Platz | Land | Sportlerin          |
| ----- | ---- | ------------------- |
| 1     | KOR  | Kim Mi-jung         |
| 2     | JPN  | Yōko Tanabe         |
| 3     | NED  | Irene de Kok        |
| 3     | FRA  | Laetitia Meignan    |
| 5     | GBR  | Josie Horton        |
| 5     | GER  | Regina Schüttenhelm |
| 7     | SWE  | Katarina Håkansson  |
| 7     | POL  | Katarzyna Juszczak  |

Datum: 28. Juli 1992 

22 Teilnehmerinnen aus 22 Ländern

### Schwergewicht (über 72 kg)
| Platz | Land | Sportlerin          |
| ----- | ---- | ------------------- |
| 1     | CHN  | Zhuang Xiaoyan      |
| 2     | CUB  | Estela Rodríguez    |
| 3     | FRA  | Nathalie Lupino     |
| 3     | JPN  | Yōko Sakaue         |
| 5     | POL  | Beata Maksymow      |
| 5     | GER  | Claudia Weber       |
| 7     | HUN  | Éva Gránitz         |
| 7     | EUN  | Swetlana Gundarenko |

Datum: 27. Juli 1992 

21 Teilnehmerinnen aus 21 Ländern